# Phascogale calura
Туан червонохвостий (Phascogale calura) — представник родини кволових роду туанів. Ендемік Австралію. Етимологія: «calura» з латинської «calere» – «бути теплим, гарячим». Раніше був дуже широко розповсюджений, але тепер зустрічається тільки в південно-західній Західній Австралії. Займає щільні, зрілі ліси, що містять Allocasuarina huegeliana і схильні до утворення порожнин ванду (Eucalyptus wandoo). 

## Опис
Це середніх розмірів хижий сумчастий (середня вага самців 60 грам, самиці 43 грами). Має коричневий колір хутра і довгий хвіст (довший ніж довжина голови й тіла), який чорний і пухнастий на кінці й червоний при основі. Як і у ряді інших видів кволових, самці вимирають після спарювання, а самиці здатні до розмноження протягом двох або навіть трьох сезонів. Буває до 13 дитинчат у виводку, але тільки 8 можуть вирости. Вид суворо нічний і деревний, гніздиться в дуплах дерев, але харчується на ґрунті. Поживою є комахи та інших безхребетні, дрібні ссавці і птахи.

## Загрози та охорона
Історичне зниження виду відбулося, ймовірно, через вирубку лісів і фрагментацію, зміну режиму пожеж (причому часто пожежі ліквідовували гнізда), а також наявність введених хижаків. Знаходиться в багатьох природоохоронних зонах.